# Норо, Иссэй
Иссэй Норо (яп. 野呂 一生) — японский джаз-фьюжн-гитарист, один из основателей и автор песен группы Casiopea.

## Жизнь и творчество
Норо выпустил пять соло-альбомов, работает также как преподаватель и продюсер. С 1987 года он, совместно с T-Square-гитаристом Масахиро Андо и Хирокуни Корекатой, участвует в джаз-проекте Ottottrio. Совместно они выпустили два Live-альбома и один студийной записи. В связи с тем, что Норо постоянно занят в концертных турах и на записи, группа Casiopea в 2006 году приостановила свою деятельность. В 2008 году Норо создаёт группу Inspirits, в которую вошёл, среди прочих, ударник из Casiopea Акира Дзимбо. В том же году эта группа выпустила Live-DVD своего первого концерта в Токио.

## Дискография

### Соло-альбомы
- Sweet Sphere (1985)
- Vida (1989)
- Top Secret (1996)
- Under the Sky (2001)
- Light Up (2002)
- Best Issei (Compilation, 2003)

#### Issei Noro Inspirits
- Inner Times (2008)
- Moments (2009)
- Beauty (2011)
- Movement (2013)
- 432H (2015)
- Turning (2017)

### Ottottrio
- Super Guitar Session Hot Live! (1988)
- Super Guitar Session Red Live! (1988)
- Triptych (1998)